# Agrias semichristinae
Agrias semichristinae är en fjärilsart som beskrevs av Peter William Michael 1929. Agrias semichristinae ingår i släktet Agrias och familjen praktfjärilar. Inga underarter finns listade i Catalogue of Life.